# Крим (поїзд)
«Крим» — колишній нічний швидкий фірмовий пасажирський поїзд № 68П/67М Придніпровської залізниці сполученням Сімферополь — Москва. Протяжність маршруту складала — 1465 км.

## Історія
Взимку поїзд територією України курсував на годину раніше.
Раніше називався поїзд курсував під іменною назвою — «Сімферополь».
2009 року «Укрзалізниця» розширила експеримент із продуктовими наборами. В рамках експерименту, восени 2009 року «Укрзалізниця» завпровадила нову послугу щодо харчування пасажирів у 20 потягах, в тому числі і у поїзді № 67/68 сполученням  Сімферополь — Москва. Послуга розповсюджувалася лише на один вагон СВ та купейний вагон поїзда, а у випадку курсування в складі поїзда лише одного вагону СВ в експерименті був задіяний лише купейний вагон. В цих вагонах пассажирам надавалась можливість користуватися вказаною послугою за бажанням.
У 2010-х роках «Укрзалізниця» скасувала зупинки поїзда на невеликих станціях
З 2014 року, через анексію Криму Росією, «Укрзалізниця» припинила рух поїзда № 68/618/668—667/617/67 сполученням  Севастополь, Сімферополь, Євпаторія — Москва (скасований з Севастополя, Сімферополя, Євпаторії 29 грудня, з Москви — з 27 грудня).

## Інформація про курсування
Поїзд курсував цілий рік. На маршруті руху зупинявся на 13 проміжних станціях.
| Розклад руху поїзда № 68/67 «Крим» (до 27 грудня 2014 року) | Розклад руху поїзда № 68/67 «Крим» (до 27 грудня 2014 року) | Розклад руху поїзда № 68/67 «Крим» (до 27 грудня 2014 року) | Розклад руху поїзда № 68/67 «Крим» (до 27 грудня 2014 року) | Розклад руху поїзда № 68/67 «Крим» (до 27 грудня 2014 року) |
| Час прибуття                                                | Час відправлення                                            | Станція                                                     | Час прибуття                                                | Час відправлення                                            |
| ----------------------------------------------------------- | ----------------------------------------------------------- | ----------------------------------------------------------- | ----------------------------------------------------------- | ----------------------------------------------------------- |
| —                                                           | 15:23                                                       | Сімферополь                                                 | 10:47                                                       | —                                                           |
| 16:40                                                       | —                                                           | Москва                                                      | —                                                           | 09:13                                                       |

## Склад поїзда
Поїзд формувався у вагонному депо ЛВЧД-11 станції Сімферополь, до складу якого входило 13 фірмових вагонів різних класів комфортності:
- 7 плацкартних;
- 5 купейних;
- 1 вагон класу Люкс.

## Вагони безпересадкового сполучення
У деякі дні призначалися вагони безпересадкового сполучення до Севастополя та Євпаторії. Вони складалися з 2 плацкартних та 1 купейного вагонів. До Сімферополя та Євпаторії прямували під № 618/617 та № 668/667 відповідно, що давало змогу для безпересадкових поїздок до вказаних міст для відпочиваючих.